# João Ricardo
João Ricardo Pereira Batalha Santos Ferreira, noto semplicemente come João Ricardo (Luanda, 7 gennaio 1970), è un ex calciatore angolano, di ruolo portiere. É Famoso per essere stato il primo portiere a subire gol da Cristiano Ronaldo.

## Carriera
Di origini portoghesi, João Ricardo è rientrato nella madrepatria con la famiglia nel 1974, dopo l'indipendenza dell'Angola. Cominciò a giocare nella sua città adottiva, Leiria, e poi a Marrazes. Ha giocato nelle squadre professionistiche Académico de Viseu, Salgueiros e Moreirense, debuttando nella nazionale angolana il 16 giugno 1996 contro l'Uganda.
Rimasto svincolato alla fine della stagione 2004-05, João Ricardo è stato confermato portiere titolare dell'Angola per il mondiale del 2006, previo rispetto di un severo programma di allenamento. Nella fase a gironi della rassegna irridata è stato decisivo nel difendere lo 0-0 contro il Messico, respingendo due conclusioni particolarmente insidiose di Rafael Márquez e Pável Pardo.